# سیارک ۲۸۳۸
سیارک ۲۸۳۸ (به انگلیسی: 2838 Takase، نامگذاری:1971UM1) دو هزار و هشتصد و سی و هشتمین سیارک کشف شده‌است که در ۲۶ اکتبر ۱۹۷۱ کشف شد.
قدر مطلق سیارک برابر ۱۴٫۶۰ است.